# 姚士慎
姚士慎（1578年—？），字仲含，號岱芝，浙江嘉興府平湖縣人，竈籍，明朝政治人物。

## 生平
萬曆二十年（1592年）壬辰科歲貢，三十一年（1603年）癸卯科浙江鄉試第十六名舉人，三十二年（1604年）甲辰科進士。吏部觀政，改翰林院庶吉士，三十五年（1607年）授吏科給事中，因上疏諫言忤旨，謫福州府經歷，四十七年（1619年）升尚寶司丞，四十八年（1620年）升光祿寺少卿，天啟元年（1621年）升順天府府丞，二年（1622年）升通政使司左通政，七年（1627年）升大理寺左少卿，崇禎元年（1628年）升南京太常寺卿，四年（1631年）升南京刑部右侍郎，升南京刑部尚書，致仕。

## 著作
《檇李詩系》收錄姚士慎的詩作《重輯內閣藏書有述》。

## 家族
曾祖姚參，工部主事。祖父姚篚，嘉靖十年舉人，貴州按察司僉事。父姚體勤，监生。嫡母郁氏，繼母包氏，生母崔氏。具慶下。兄士恂；弟士恒、士恪。從弟姚士同。娶陳氏。